# Vocal trance
Vocal trance é um subgénero da música trance. Ele se concentra em vocais e melodias. O subgênero surgiu no início dos anos 90, quando o trance ainda estava em desenvolvimento. Embora muitos registros anteriores do trance usassem amostras vocais misturadas com as batidas, os primeiros exemplos do estilo apareceram em 1992-93.
Uma faixa tipíca de Vocal Trance começa com batidas progressivas, seguindo-se de partes melódicas com vocais que na sua maioria são femininos e quando se aproxima o outro, as melodias vocais vão progressivamente desaparecendo e obtemos algo parecido com o Intro, registando apenas algumas diferenças. Para além desta constituição, mais tarde vários artistas optaram por não seguir esta ordem na construção da sua música.
O Vocal Trance utiliza a participação vocal de artistas independentes que já têm o seu próprio género definido, fazendo os "feautures" ou já tem próprios artistas exclusivos e definidos para o género.
O Vocal Trance tornou-se marioritariamente popular na Europa, principalmente nos maiores países produtores do mesmo: Bélgica, Países Baixos, Suécia, Alemanha e Reino Unido.
As primeiras produções de Vocal Trance, assemelhavam-se mais ao Uplifting Trance, Progressive Trance e Progressive House, enquanto que as mais modernas apresentam características mais comerciais e mais parecidas com o Pop.
A adição de vocais às musicas não so permitiu tornar as musicas cantáveis, mas só como em nível de libertação de espírito, tornou as canções com um significado mais profundo,levando o ouvinte numa verdadeira viagem quando ouve as músicas.
Em janeiro de 2017, a gravadora canadense Monstercat lançou a música de transe vocal "Saving Light" de Gareth Emery, Standerwick e cantora Haliene.

## Características
Uma faixa típica consiste em três elementos, embora as faixas posteriores denominadas vocal trance possam não incluir todos eles. Uma faixa começa com uma introdução de batidas progressivas. A parte melódica começa de forma incremental, combinando vocais, geralmente femininos, um som melódico (na maior parte, agudo e rápido) e um padrão de baixo. No final da faixa, a melodia desaparece e o ritmo da introdução retorna, geralmente com algumas pequenas alterações.
Produtores de vocal trance frequentemente usam músicos de sessão (intérpretes vocais e instrumentais disponíveis para trabalhar para outros músicos em concertos ou sessões de gravação), particularmente mulheres, para vocais em suas faixas. Os vocalistas de sessão foram apresentados em faixas que abrangem diferentes gêneros e subgêneros, enquanto alguns vocalistas optaram por trabalhar apenas nos gêneros de clube eletrônico e dance music.

## Europa
De 1997 a 2003, esse estilo musical era principalmente um trance progressivo ou uplifting, com vocais femininos. Foi dominado por produções alemãs e se espalhou por toda a Europa por causa dos canais de música via satélite Viva, Onyx.tv e MTV2 Pop. A TMF Bélgica / Holanda (e JIM Bélgica durante os anos 2000) seguiu promovendo suas próprias produções de trance vocal, que se tornaram mais bem-sucedidas comercialmente no Reino Unido e na Espanha. O Reino Unido também tem uma participação na cena do vocal trance, mas em um nível mais underground.

## Pós verão de 2004
Após o verão de 2004, o vocal trance tornou-se menos comum nos canais de TV de música europeus. Isso coincidiu com a Viacom UK (MTV / VH1) assumindo o controle dos canais de música TMF Nederland / Bélgica e VIVA Alemanha. Os canais mudaram suas listas de reprodução, enfatizando outros estilos musicais, como o R&B contemporâneo e  urbano dos Estados Unidos, especialmente aqueles com presença de rap evidente, bem como cenas de rap e hip hop locais e electro britânicas.
Desde 2004, o vocal trance só foi ao ar em canais de música que não são da Viacom, incluindo "Jim", da Bélgica, "ZTV", da Viasat, e o programa "I'm was pured in ...", da British MTV Dance que é exibida os vídeos mais antigos. O ex-canal britânico Flaunt transmitiu hits de vocal trance, assim como a estação de música alemã "iMusic1 TV" e o canal francês M6Music Pop. Existe um canal digital terrestre na Holanda, chamado "TMF Party", que transmite novos hits de vocal trance. Na Polônia, existe um canal de música chamado "4fun TV" que transmite hits recentes de vocal trance da Bélgica. Os tchecos podem ouvir música vocal trance no programa "Party Ride" no canal de música "Ocko". Os fãs espanhóis do vocal trance podem assistir a hits de vocal trance mais antigos, como parte do programa "Disco 2000" na MTV Espanha. A estação de música "Sol Espana" também transmite hits de vocal trance no programa "Techno Archives". O Clubland TV, um canal britânico de transmissão livre que transmite pela Astra, toca hits de vocal trance da última década.
Desde meados de 2006, a Internet se tornou uma importante fonte de vídeos musicais de vocal trance. Durante 2006–7, alguns artistas amigáveis ao vocal trance (como Tiësto, Ian Van Dahl e Paul Van Dyk) foram forçados a alterar seu estilo musical para permanecerem visíveis nos canais de música europeus. A partir de 2010, principalmente artistas belgas, escandinavos e franceses produzem música de vocal trance. No Reino Unido, os elementos do vocal trance podem ser rastreados no estilo de house music do Scouse.
Armin Van Buuren apresenta um programa de rádio semanal chamado A State of Trance, onde o vocal trance ainda pode ser ouvido. O programa é transmitido para mais de 37 milhões de ouvintes semanais em 84 países em mais de 100 estações de rádio FM. Segundo Djs And Festivals, "o programa de rádio o levou ao estrelato e ajudou a cultivar o interesse pela música trance em todo o mundo".
Em janeiro de 2017, a gravadora canadense Monstercat lançou a música de vocal trance "Saving Light" de Gareth Emery, Standerwick e a cantora Haliene.  A música se tornou a primeira música trance a figurar no 1º lugar nas paradas globais de danceport da Beatport em mais de 5 anos,  e foi eleita "Melodia do Ano" para 2017 no programa de rádio de Armin van Buuren, A State of Transe. 

## Na América do Norte
No início dos anos 2000, os artistas de vocal trance tornaram-se bem-sucedidos no mercado norte-americano. Em 2000, o grupo canadense Delerium e a vocalista Sarah McLachlan lançaram a música de vocal trance "Silence", da qual um remix feito por Tiesto chegou ao mundo inteiro.
O vocal trance permanece moderadamente popular nos Estados Unidos e compilações como o Ministry of Sound alcançam o status Gold e Platinum. Artistas de vocal trance, como Nadia Ali e Ian Van Dahl, criaram álbuns e singles em paradas americanas como os principais álbuns eletrônicos, Hot Dance Airplay e Hot Dance Singles Sales.

## Artistas (produtores e DJs) notáveis de vocal trance
- 4 Strings
- Above & Beyond
- Alice Deejay
- Aly & Fila
- Armin Van Buuren
- Astroline
- ATB
- Binary Finary
- Blank & Jones
- Bryan Kearney
- BT
- Cascada
- Chicane
- Cosmic Gate
- Darren Tate
- Tomcraft
- Dash Berlin
- Dee Dee
- Delerium
- Denis Kenzo
- DHT
- DJ Encore
- DJ Sammy
- DT8 Project
- Edward Maya
- Elucidate
- Example
- Ferry Corsten
- Filo & Peri
- Flip & Fill
- Fragma
- Giuseppe Ottaviani
- Gabriel & Dresden
- Gareth Emery
- Ian Van Dahl
- Infernal
- Jam & Spoon
- JES
- Jessy De Smet
- John O'Callaghan
- Judge Jules
- Kate Ryan

- Kelly Llorenna
- Kyau & Albert
- Lasgo
- Lost Witness
- Markus Schulz
- Mayumi Morinaga
- Milk Inc.
- Move
- OceanLab
- Paul Van Dyk
- Paul Vinitsky
- Roger Shah
- Sylver
- The Space Brothers
- Tiësto
- Tritonal
- (We Are) Nexus

## Vocalistas conhecidos de vocal trance
- Alexandra Prince
- Andrea Britton
- Anita Kelsey
- Annemie Coenen
- Aruna
- Audrey Gallagher
- Basshunter
- Betsie Larkin
- Bo Bruce
- Cara Dillon
- Christian Burns
- Chris Jones
- Christina Novelli
- Dhany
- Ellie Lawson
- Emma Hewitt
- Evi Goffin
- Gaia
- Haliene
- Jan Johnston
- Jaren
- Jes Brieden
- Jessica Wahls
- Jeza
- Jonathan Mendelsohn
- Judith Pronk
- Justine Suissa
- Kirsty Hawkshaw
- Kristy Thirsk
- Linda Mertens
- Lucy Saunders
- Mavie Marcos
- Medina
- Nadia Ali
- Natalie Gioia
- Natalie Horler
- Neev Kennedy
- Plumb (singer)
- Richard Bedford
- Roberta Carter-Harrison
- Roxanne Emery
- Samantha James
- Sarah Howells
- Sharon Den Adel
- Silvy De Bie
- Tiff Lacey
- Tina Cousins
- Verena Rehm
- Xan Tyler
- Yuri
- Zoe Johnston